# Проспер Аквитанский
Проспе́р Аквита́нский (Проспе́р Ти́рон; лат. Prosperus Aquitanus; около 390 — около 460) — святой, богослов и историк родом из римской провинции Аквитания (на границе Галлии с Испанией).
Составил хронику, которая считается ценным источником по истории Европы первой половины V века, также известен в связи с рядом теологических сочинений.
Память в Католической церкви отмечается 25 июня.

## Биография
Точные даты его жизни не известны. Впервые Проспер Аквитанский упоминался в письме к Аврелию Августину в 429 году, где характеризовался как человек, выдающийся своей нравственностью, красноречием и энергичностью. На основании этого современные нам историки определяют его возраст примерно в 40 лет, чтобы соответствовать данной характеристике. Свою хронику Проспер Аквитанский окончил 455 годом. Византийский историк Марцеллин Комит упоминал его имя под 463 годом. Это предполагает кончину Проспера Аквитанского в промежутке между 455 и 463 годами.
Проспер Аквитанский принял активное участие в богословском споре с «марсельскими монахами» (в том числе, с преподобными Иоанном Кассианом и Викентием Леринским) о соотношении благодати и свободы воли, по этому поводу состоял в переписке со святым Аврелием Августином, учением которого восхищался. В 431 году Проспер Аквитанский посетил Рим, где добился поддержки папой Целестином I учения аврелия Августина.
В 433 году Проспер Аквитанский составил первую редакцию своей хроники («Epitoma chronicon»), которую затем дополнял вплоть до 455 года. От библейского сотворения мира до 378 года хроника является пересказом «Хроники» Иеронима Стридонского. В описание событий первой половины V века труд Проспера Аквитанского содержит подробные сведения, многие из которых не отражены в других исторических источниках. Это относится, в частности, к нашествию германцев на Галлию и римско-вандальским войнам.
Около 440 года папа Лев I сделал Проспера Аквитанского своим секретарём, доверяя ему составлять письма от своего имени. Проспер Аквитанский был, видимо, свидетелем разграбления Рима вандалами в 455 году: этим событием завершается его хроника.
Память святого Проспера Аквитанского отмечается в Католической церкви 25 июня.

## Изречения и взгляды
Одно из самых часто цитируемых изречений Проспера Аквитанского из «Epitoma Chronicon»: «Legem credendi lex statuat supplicandi» (позднее сокращённый до «lex orandi lex credendi»): «Порядок богослужения определён верой» (лат.) Этот теологический принцип озвучивает тесную связь литургической жизни с верой в Бога, устанавливает взаимосвязь внутреннего убеждения (веры) с её внешним проявлением (молитвой). Отступления от молитвы могут повлечь, согласно этому принципу, искажения в глубинных основах веры.
Другой известный афоризм Проспера Аквитанского: «Quidquid non possidet armis, religione tenet»: «Что не завоёвывается оружием, то управляется религией», (лат.).

## Издание
- Хроника Проспера Аквитанского (перевод с лат. - Суровенков Д. 2009). Восточная литература. Дата обращения: 18 февраля 2011.